# Gilbert Charles Bourne
Gilbert Charles Bourne (5 juillet 1861-9 mars 1933) est un zoologiste britannique,.

## Biographie
Bourne est admis comme étudiant de premier cycle au New College d'Oxford, avant de devenir membre du Merton College d'Oxford et professeur Linacre d'anatomie comparée à l'université d'Oxford de 1906 à 1921,.
Pendant ses études de premier cycle, Bourne rame à l'avant dans l'équipage gagnant d'Oxford lors de la course de bateaux de 1882. Il revient dans le siège avant de l'équipage d'Oxford l'année suivante, remportant la course de bateaux de 1883. Son fils, Robert Bourne, rame également pour Oxford, remportant des victoires sur Cambridge lors de la course de bateaux en 1909, 1910, 1911 et 1912.
Bourne est un entraîneur d'aviron et un théoricien. Il conçoit des bateaux de course et modélise l'engrenage des rames. En 1925, il publie A Text-Book of Oarsmanship with an Essay on Muscular Action in Rowing, qui est un des premiers traités sur la technique de l'aviron.
En dehors de son travail scientifique, Bourne a un fort engagement militaire. Il est officier dans le 4e bataillon (milice) du King's (Shropshire Light Infantry) de 1882 à 1897, date à laquelle il démissionne de ses fonctions de capitaine et de major honoraire. Lors du déclenchement de la seconde guerre des Boers en Afrique du Sud à la fin de 1899, il réintègre le bataillon et est nommé au grade de major le 8 novembre 1899 et de lieutenant-colonel honoraire le 28 février 1900, servant comme second en commandement alors que le bataillon est stationné en Irlande. Il sert ensuite pendant la Première Guerre mondiale.